# Eustachio il Monaco

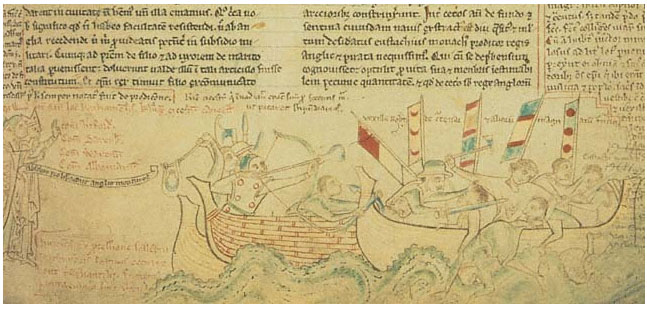
Morte di Eustachio alla Battaglia di sandwich

Eustachio il Monaco detto anche il Monaco Nero (1170 circa – 24 agosto 1217) è stato un pirata e mercenario francese nella tradizione dei fuorilegge medievali.

## Biografia

### Le origini
Eustachio era il figlio più giovane di una famiglia nobile di Boulogne. Passò parte della sua gioventù in un monastero benedettino, guadagnandosi il soprannome di Monaco. Secondo la leggenda, fu al servizio di Renaud, Conte di Boulogne, come siniscalco e balivo tra il 1202 e il 1204, ma fu accusato di gestire male le sue responsabilità. Eustachio fuggì e fu dichiarato fuorilegge. Quando il conte confiscò i suoi averi e le sue terre, diede alle fiamme due mulini per rappresaglia. Diventò quindi un pirata mercenario, attivo nel Canale della Manica e nello Stretto di Dover.

### Al servizio dell'Inghilterra
Eustachio vendette i servizi della sua flotta al miglior offerente. Dal 1202 al 1212, servì Re Giovanni d'Inghilterra durante la guerra contro Filippo II di Francia, pattugliando la Normandia e stabilendo la sua base operativa nelle Isole del Canale. Egli, con la sua ciurma, tenne il possesso del Castello Cornet, in Guernsey, per un considerevole periodo. Quando attaccò i villaggi costieri inglesi, Re Giovanni d'Inghilterra lo dichiarò fuorilegge, ma solo per un breve periodo: gli concesse il perdono in quanto aveva bisogno dei servizi di Eustachio.

### Al servizio della Francia
Nel 1212 Eustachio passò al nemico e attaccò Folkestone quando le truppe inglesi occuparono le sue basi nelle Isole del Canale. Quando nel 1215 imperversava la guerra civile in Inghilterra, egli fu a favore dei baroni ribelli e l'invasione francese che ne conseguì.
Nel 1217, Eustachio il Monaco e la sua flotta stavano trasportando truppe francesi in Inghilterra a supporto del Principe Luigi di Francia, che stavano intervenendo a favore dei baroni nella guerra chiamata First Barons' War. Incontrarono la flotta di Hubert de Burgh che incrociava presso Dover. Nella conseguente Battaglia di Dover, Eustachio creò confusione tra i suoi ex alleati, fino a quando gli inglesi accecarono i francesi con polvere di calce. Gli inglesi abbordarono la sua nave e sconfissero la sua ciurma. Eustachio riuscì a fuggire ma fu catturato il 24 agosto 1217, durante la Battaglia di Sandwich, dagli inglesi comandati da Philip d'Aubigny. Venne decapitato sul posto.

## Curiosità
- Matthew Paris (che visse all'epoca di Eustachio) fornisce maggiori dettagli sulla carriera di Eustachio nella sua Chronica Majora
- Da Eustachio ha preso spunto Eiichirō Oda per creare il personaggio di Urouge in One Piece, celebre manga nipponico, ed inoltre ha dato il nome Eustachio ad un altro personaggio del suo manga, ovvero Eustass Kidd[1].